# Yearning for Zion Ranch
Yearning for Zion Ranch (dansk: Længsel efter Zion-ranchen) (også kaldet YFZ Ranch) er et 7 km² stort kirkesamfund uden for Eldorado i Schleicher County, Texas, USA, omkring 6 km nordøst for Eldorado og 233 km sydvest for Abilene. Ranchen er ejet af den Fundamentalistiske Jesu Kristi Kirke af Sidste Dages Hellige (FLDS) og var indtil april 2008 hjem for mellem 500 og 600 mennesker.

## Baggrund
Kirken købte ranchen i 2004 for $700.000 og gik straks i gang med at udvikle grunden så den nu består af et tempel, et 2.700 m² stort
hovedhus, en række mindre bjælke- og betonhuse, et centralt rensningsanlæg, et vandtårn, en skole, en kornsilo og et mejeri. foruden haver og et større stenbrud der blev i forbindelse med opførelsen af templet. Ifølge foreløbige opgørelser fra skattemyndighederne er der opført for omkring 3 millioner dollars bygninger. En lokal avis, The Eldorado Success, rapporterede at templets grundsten blev indviet den 1. januar 2005 af kirkesamfundets leder Warren Jeffs

## Politirazzia
Den 30. marts modtog et center bestående af tidligere medlemmer fra kirkesamfundet et falsk opkald fra en person, som påstod at være en 16-årig pige, der boede på ranchen og som fremsatte en række løgne gående på, at hun var udsat for mishandling, og at hun var blevet gjort gravid. De falske beskyldninger er siden blevet ført tilbage til Rozita Swinton, en 33årig kvinde der tidligere har været bag en række falske opkald til myndighederne i forskellige retskredse, hvor hun ligeledes har udgivet sig for at være en ung pige, og hvilket også da har resulteret i større politiaktioner. Swinton fremstillede sig i denne opgang i en række telefonsamtaler som hhv. "Sarah Barlow" og hendes søster "Laura" og påstod at hendes 50årige mand bankede og voldtog hende og at hans andre koner prøvede at forgifte hende. I virkeligheden er Rozita Swinton ugift og uden børn.
På baggrund af de falske opkald og beskyldninger besluttede de texanske myndigheder den 3. april 2008 at storme kirkesamfundet.  Forud havde været en del rygter om at ranchens mænd skulle være svært bevæbnede
 og en frygt for en gentagelse af Waco-massakren hvor 76 mennesker, inkl. 21 børn og 2 gravide kvinder, var blevet dræbt da politimyndigheder stormede en anden ranch, så politiet mødte talstærkt op med politiofficerer indkaldt fra seks forskellige distrikter, Texas rangers mm. iført skudsikre veste og automatvåben
. Imidlertid var der ingen våben på YFZ og ranchens beboere gjorde kun passiv modstand og mødte politifolkene med bønner.
416 børn (piger & drenge) og teenagers fra 6 måneder til 17 år blev tvangsfjernet fra deres hjem og sat i børnehjem. Yderligere 139 kvinder forlod frivilligt ranchen for at følge deres børn. Da det ikke lykkedes myndighederne at finde den 16årige pige der havde forårsagede razziaen, fik de yderligere dommerkendelser til at gennemsøge ranchen og opbryde pengeskabe og låste skuffer og skabe. Den 10. april havde myndighederne færdiggjort deres eftersøgning af ranchen og den blev returneret til ejerne.
Den 16. april lod flere af mødrene sig interviewe på talkshowet Larry King Live for at fortælle historien fra deres synspunkt og bedte til at deres børn blive returneret til dem
Den 17. april blev der gennemført en retshøring i retsbygningen i Tom Green County for at tage stilling til om børnene skulle permanent tvangsfjernes fra deres forældre. Dommeren Barbara Walthers hørte over en todages periode udlægning fra statsembedsmænd og ekspertudsagt på den ene side og ranchens vidner på den anden. Alt i mens hundredvis af advokater repræsenterende børnene kiggede på og afbrød med spørgsmål og krydsforhør. Staten påstod på trods af at det nu var kendt at den oprindelige grund til stormen på ranchen var bygget på en løgn at børnene skulle fjernes fra deres forældre da kirken går ind for flerkoneri og at der havde foregået ægteskab mellem teenagepiger og ældre mænd. Hvortil børnenes forældre argumenterede at ingen overgreb havde fundet sted og at staten krænkede den frie ret til at praktisere sin religion.
Den 17. april blev Rozita Swinton arresteret i forbindelse med en tidligere hændelse som skete i Colorado Springs i februar samme år.
Den 18. april, efter 21 times retshøringer, besluttede Barbara Walther at alle 416 børn skulle tages i statsvaretægt og DNA-prøver tages fra børnene og forældrene for at fastslå familierelationer. Børn under fire år vil blive fjernet fra deres mødre over 18 efter DNA-prøverne er taget; ældre børn er allerede fjernet. Senere skal børnene have individuelle høringer for at bestemme om de skal fjernes permanent eller returneres til deres forældre.
Den 21. april begyndte myndighederne at tage DNA-prøver fra børn og voksne.
Den 24. april udtalte myndighederne at de mente at 25 af mødrene fra ranchen er under 18.

## Kritik af razziaen
Mange FLDS-medlemmer og tilhængere ser razziaen og tvangsfjernelsen af børnene som religiøs forfølgelse og en moderne form for heksejagt.
Retshjælpsorganisation Liberty Legal Institute – en NGOen der kæmper for religiøs frihed – mener at de texanske myndigheder burde kunne bevise at de børn som tvangsfjernes har været ude for egentlig overgreb eller i umiddelbar fare for dette og advaret om mulige fremtidige overgreb på andre texanske borgeres rettigheder som følge af razziaen. Forældre der foretrække at undervise deres egne børn i hjemmet er ligeledes nervøse for at modstandere kunne finde på at på lignende vis fremføre falske anklager der kan tvinge dem til mod deres vilje at sætte deres børn i statsskoler.
Staten Utahs statsanklager Mark Shurtleff har udtrykt sin uenighed med de drastiske tvangsfjernelser således:

"Lad os sige at du er en pige på 6 måneder, ingen beviser overhovedet om nogen form for overgreb. De siger blot, 'Du, i denne kultur, vil måske senere blive en barnebrud når du er 14. Derfor vil vi tvangsfjerne dig nu når du er 6 måneder gammel."' sagde han "Eller, du er en 6 måneder gammel dreng; 25, 30 år, 40 år i fremtiden vil du begå overgreb, så vi tvangsfjerner dig nu.".